# Route départementale 5 (Haute-Vienne)
Pour les articles homonymes, voir Route départementale 5.
La route départementale 5, abrégée en RD 5 ou D5, est une route départementale de la Haute-Vienne, qui relie Bussière-Boffy à Peyrat-le-Château.

## Communes traversées
- Bussière-Boffy
- Nouic
- Mortemart
- Blond
- Vaulry
- Chamboret
- Nantiat
- Thouron
- Compreignac
- Ambazac
- Saint-Laurent-les-Églises
- Sauviat-sur-Vige
- Peyrat-le-Château